# Jay Lake
Jay Lake właściwie Joseph Edward Lake Jr. (ur. 6 czerwca 1964, zm. 1 czerwca 2014 w Portland, Oregon) – amerykański pisarz science fiction.
Debiutował w wieku 36 lat opowiadaniem, był autorem 9 powieści i ponad 300 opowiadań. W języku polskim ukazały się dwie jego książki "Wielka księga potworów. T. 1" (Fabryka Słów, Lublin 2010; ISBN 978-83-7574-204-6) i powieść "Próba Kwiatów : powieść z Nieprzemijającego Miasta" (Wydawnictwo Mag, Warszawa, 2011; ISBN 978-83-7480-208-6). W kwietniu 2008 r., zdiagnozowano u niego raka okrężnicy. Swoje doświadczenia chorobowe opisywał na prowadzonym blogu, który cieszył się sporą popularnością.